# Cut (Titeue)
Cut is een bestuurslaag in het regentschap Pidie van de provincie Atjeh, Indonesië. Cut telt 486 inwoners (volkstelling 2010).